# 예산군의회
예산군의회는 충청남도 예산군 지역을 관할하는 기초의회이다.